# Kelimutu (Berg)

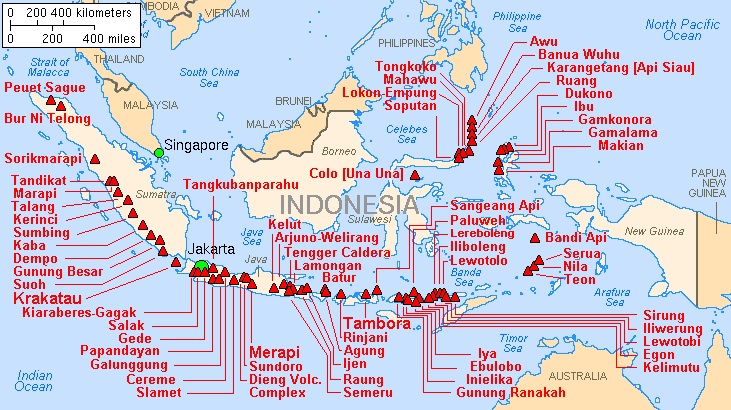
Karte der Vulkane in Indonesien

Der Kelimutu ist ein 1639 m hoher Vulkan auf der indonesischen Insel Flores, der wegen seiner drei verschiedenfarbigen Kraterseen ein beliebtes Touristenziel ist.

## Geologie
Der Gipfel des Kelimutu-Vulkans erstreckt sich über 2 km in WNW-OSO-Richtung; die älteren Kegel von Kelido und Kelibara befinden sich jeweils 3 km nördlich und 2 km südlich. Einer der Kraterseen (Tiwu Ko'o Fai Nuwa Muri) war in historischer Zeit eine Quelle kleinerer phreatischer Eruptionen, der letzte bekannte Ausbruch ereignete sich im Jahr 1968.  

### Kraterseen
Der Vulkan enthält drei markante Gipfelkraterseen in unterschiedlichen Farben. Tiwu Ata Bupu (See der Alten) ist der westliche der drei Seen und normalerweise blau. Die anderen beiden Seen, Tiwu Ko'o Fai Nuwa Muri (See der jungen Männer und Frauen) und Tiwu Ata Polo (verzauberter See) sind durch eine gemeinsame Kraterwand getrennt und normalerweise grün bzw. rot. Die Seefarben ändern sich periodisch. Unterwasser-Fumarolen sind wahrscheinlich die Ursache des aktiven Auftriebs, der an den beiden östlichen Seen auftritt.
Die Kelimutu-Seen sind wissenschaftlich relativ gut erforscht. Es wird angenommen, dass die Farb- und Temperaturänderungen mit den vulkanischen Aktivitäten und den daraus resultierenden Zirkulation am Grund der Seen zusammenhängen. Die Farben der Kraterseen ändern sich demnach mit der Anpassungen des Oxidations-Reduktions-Status des Sees und des Gehaltes verschiedener Hauptelemente wie Eisen und Mangan. Der Oxidations-Reduktions-Status hängt vom Gleichgewicht der vulkanischen Gase und der Menge an Niederschlag ab und wird vermutlich durch das Grundwassersystem im Vulkan selbst reguliert. Die Farben in den Seen ändern sich unabhängig voneinander, da jeder seine eigene Verbindung zur Aktivität des darunter liegenden Vulkans hat. Zwischen Januar und November 2016 änderten sich die Farben der Krater sechsmal. Obwohl allgemein angenommen wird, dass die Veränderungen unvorhersehbar sind, wäre es wohl genauer zu sagen, dass die mangelnde Dokumentation des Vulkansystems für die Abwesenheit zuverlässiger Prognosen verantwortlich ist.

## Kulturelle Bedeutung
Kelimutu ist für die einheimischen Lio ein heiliger Ort, an den die Seelen der Toten wandern. Die Seelen junger Menschen gehen in die Wärme von Tiwu Koo Fai Nuwa Muri (See der jungen Männer und Mädchen), die der alten Menschen in die Kälte von Tiwu Ata Bupu (See der alten Menschen) und die der Bösen nach Tiwu Ata Polo (Verzauberter See). Während der jährlichen Lio-Zeremonie werden zu traditionellen Tänzen Schweinefleisch, Betelnüsse, Reis und andere wertvolle Opfergaben auf bestimmten Felsen neben den Seen hinterlassen.

## Galerie

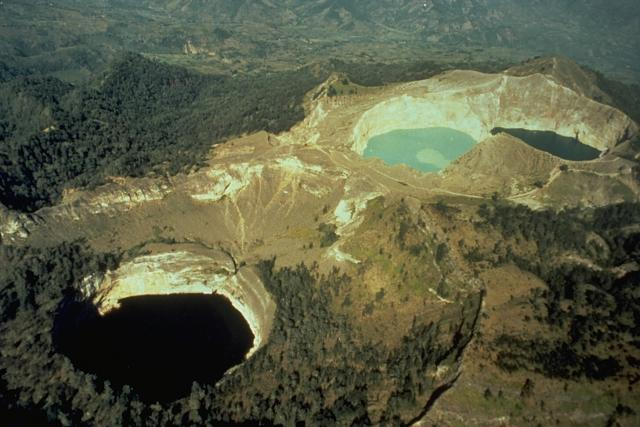
Luftaufnahme von den Kraterseen, unten links ist der Tiwu Ata Mbupu (See der Alten), im oberen Cen Tiwu Ko'o Fai Nuwa Muri (See der jungen Männer und Frauen) und Tiwu Ata Polo (verzauberter See) oben rechts.
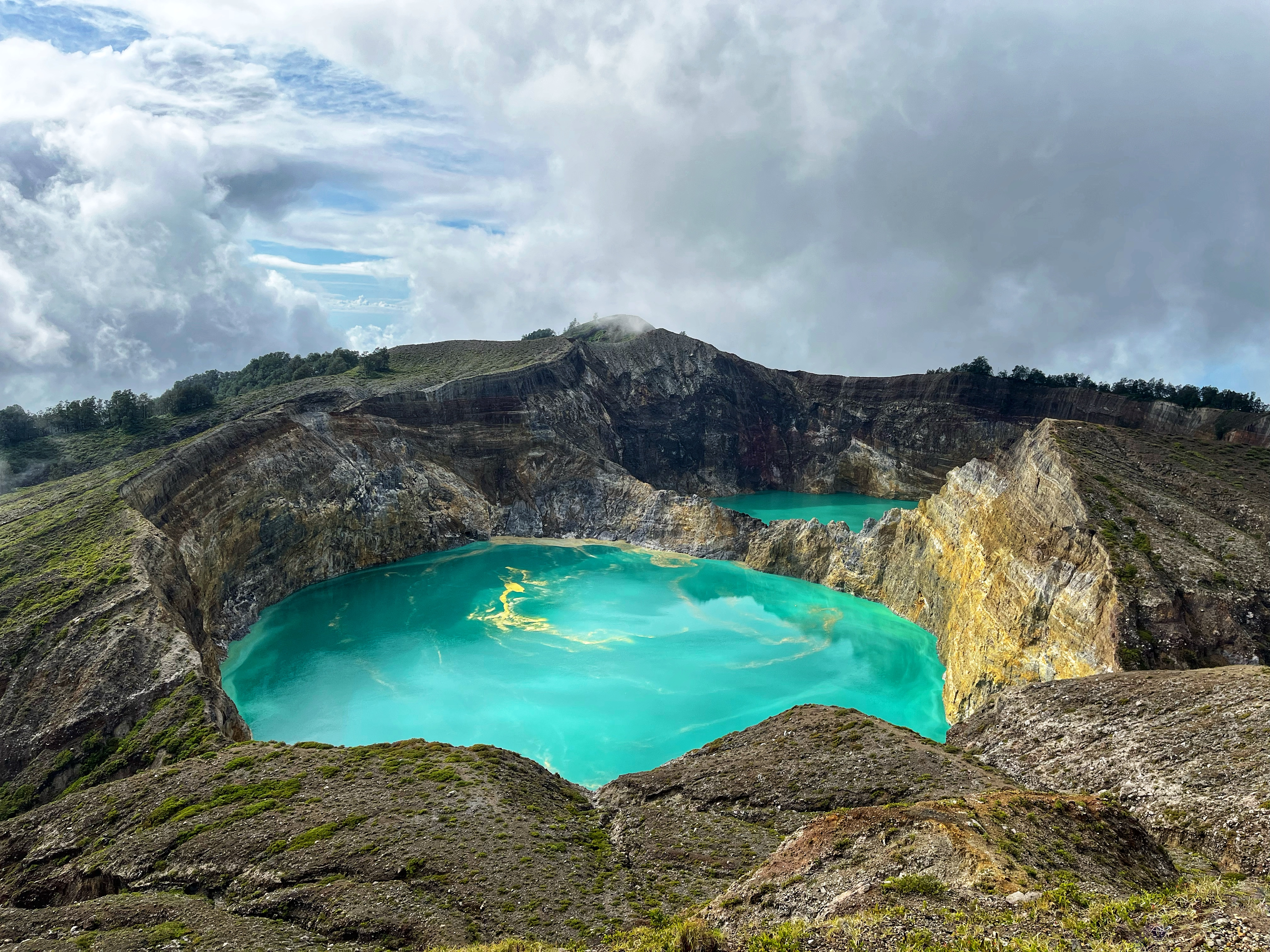
Tiwu Ko'o Fai Nuwa Muri (vorne) und Tiwu Ata Polo (hinten)
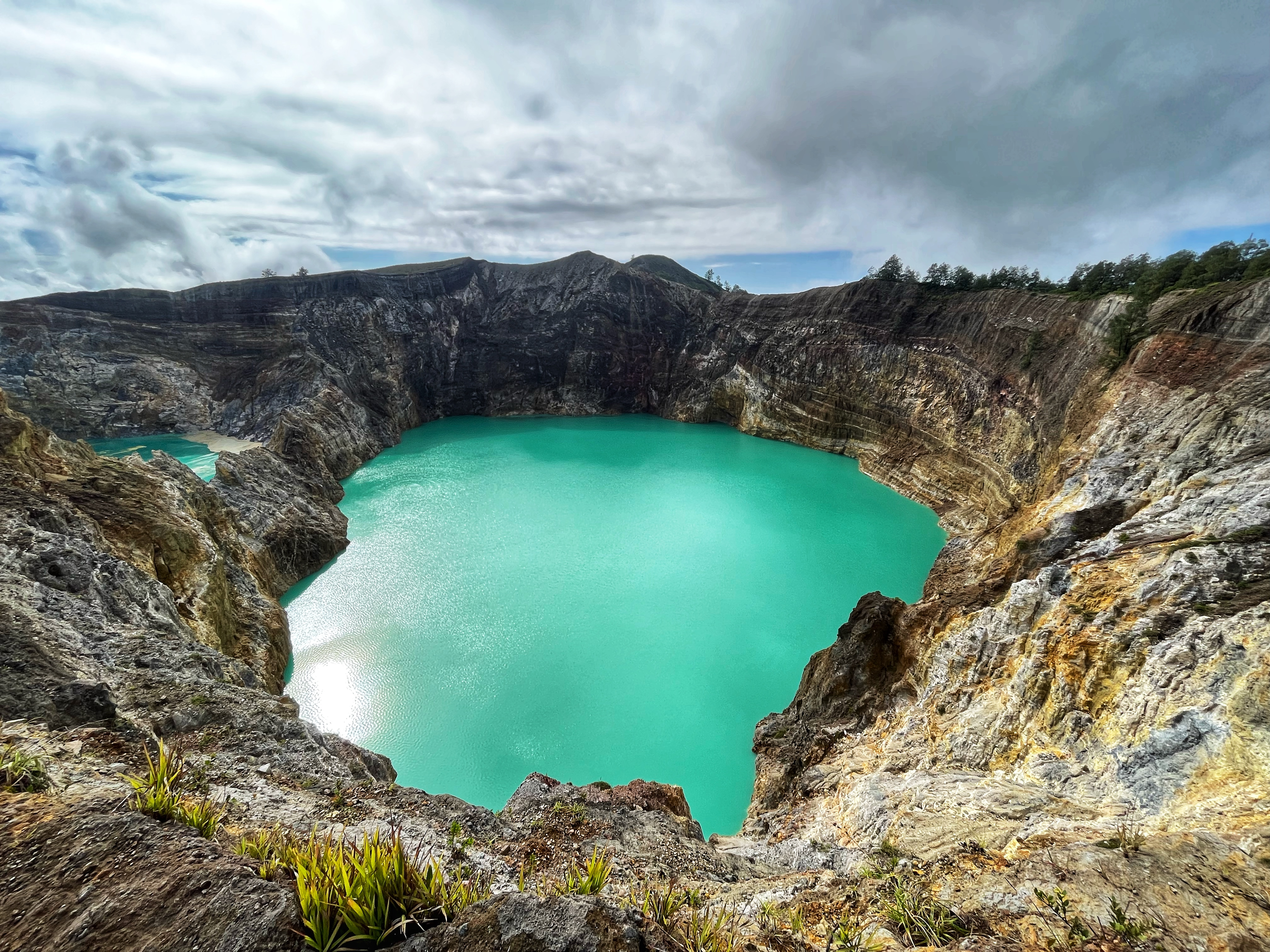
Tiwu Ata Polo (verzauberter See)
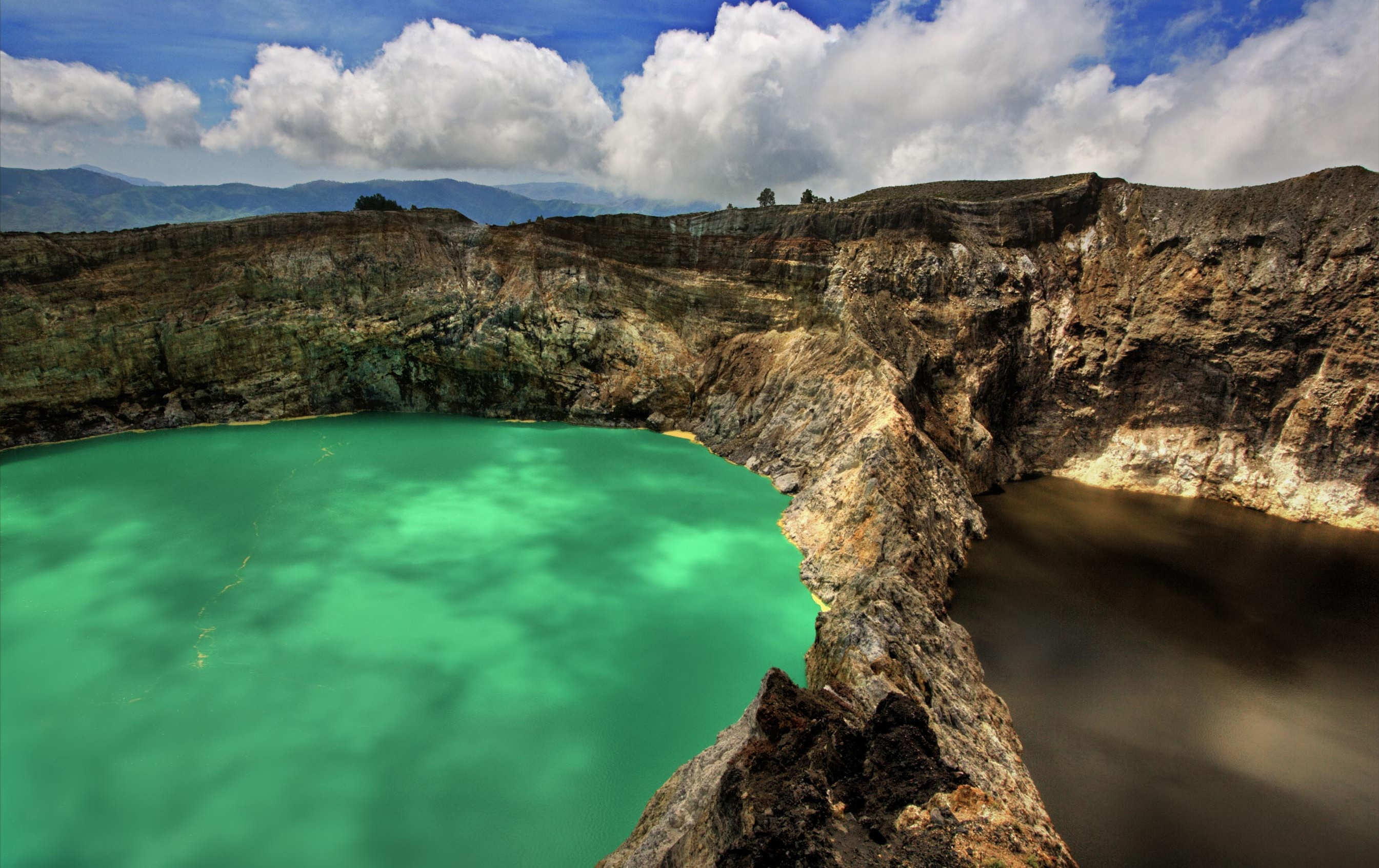
Tiwu Ko'o Fai Nuwa Muri und Tiwu Ata Polo
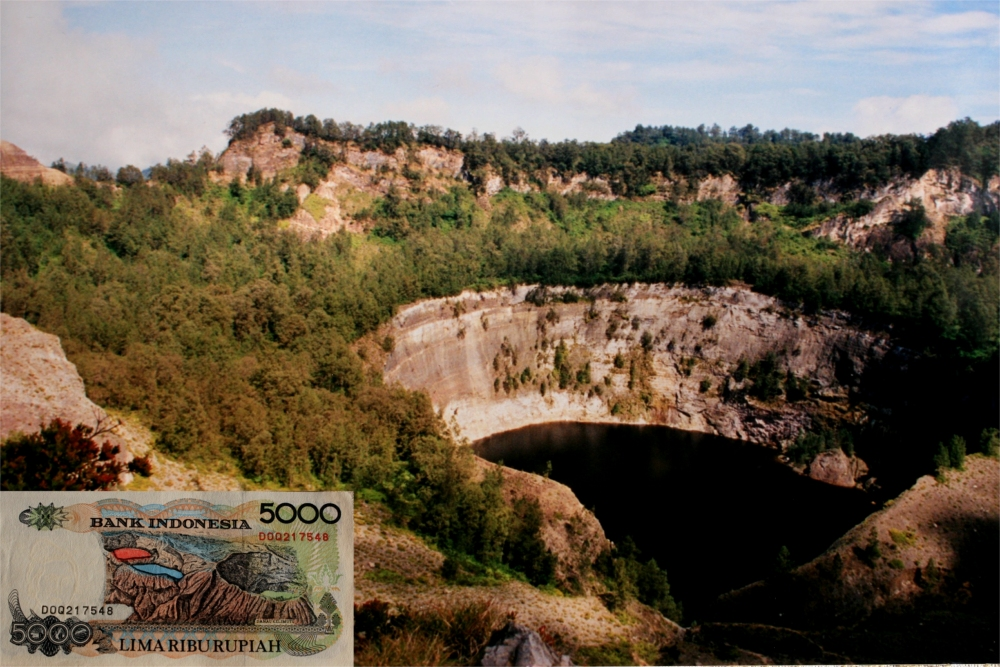
Tiwu Ata Bupu (See der Alten)